# Laccophilus garambanus
Laccophilus garambanus är en skalbaggsart som beskrevs av Guignot 1958. Laccophilus garambanus ingår i släktet Laccophilus och familjen dykare. Inga underarter finns listade i Catalogue of Life.